# Rhöneberg bei Marzhausen
Rhöneberg bei Marzhausen este o arie protejată (arie specială de conservare — SAC, sit de importanță comunitară — SCI) din Germania întinsă pe o suprafață de 28,74 ha, integral pe uscat.

## Localizare
Centrul sitului Rhöneberg bei Marzhausen este situat la coordonatele 51°24′04″N 9°54′27″E / 51.4011°N 9.9075°E.

## Înființare
Situl Rhöneberg bei Marzhausen a fost declarat sit de importanță comunitară în noiembrie 2004 pentru a proteja 5 specii de animale. Situl a fost protejat și ca arie specială de conservare în martie 2008.

## Biodiversitate
Situată în ecoregiunea continentală, aria protejată conține 4 habitate naturale: Pajiști carstice calcaroase sau bazofile, de Alysso-Sedion albi, Pajiști uscate seminaturale și facies de acoperire cu tufișuri pe substraturi calcaroase (Festuco-Brometalia) (* situri importante pentru orhidee), Grohotișuri medio-europene calcaroase, de la nivel colinar și montan, Păduri de stejar și carpen Galio-Carpinetum.
La baza desemnării sitului se află mai multe specii protejate de  păsări (5): sfrâncioc roșiatic (Lanius collurio), privighetoare (Luscinia megarhynchos), gaia neagră (Milvus migrans), gaia roșie (Milvus milvus), pitulice sfârâitoare (Phylloscopus sibilatrix).
Pe lângă speciile protejate, pe teritoriul sitului au mai fost identificate 8 specii de plante, 10 specii de nevertebrate, 1 specie de reptile.